# Umberto Natali e Amina Nuget
Umberto Natali (Pescia, 5 agosto 1900 – Uzzano, 1º aprile 1977) e 
Amina Nuget (Pescia, 25 maggio 1907 – Uzzano, 5 gennaio 2006), marito e moglie, sono stati due benefattori italiani, insigniti del titolo di Giusto tra le Nazioni per aver salvato tre bambine ebree dalla deportazione.

## Storia
Alla fine del 1943 Fortunato e Ester Della Riccia, in quanto ebrei dovettero lasciare Firenze e rifugiarsi presso la loro tenuta di campagna a Pescia, per sfuggire alle persecuzioni naziste. Delle tre figlie, Miriam, la più grande, rimase con i genitori, mentre le due più piccole, Lea e Michal, furono nascoste al collegio Don Bosco di Montecatini e protette dalle suore. Umberto Natali, fattore della famiglia Della Riccia, procurò i viveri sia a Fortunato ed Ester con Miriam, che a Lea e Michal, per tutto il tempo che dovettero rimanere nascosti. Quando poi la famiglia Della Riccia fu denunciata alla Gestapo e il 20 aprile 1944 i soldati catturarono il padre e la madre, le tre ragazze furono accolte da Umberto Natali e dalla moglie Amina, nascoste e accudite come proprie figlie fino a che esse non poterono raggiungere una zia a Lucca, dove rimasero fino alla fine della guerra. Umberto Natali continuò a recarsi a Lucca per portare da mangiare alle ragazze, che non avevano le tessere annonarie.
A distanza di anni, le tre sorelle Della Riccia non dimenticarono mai i loro salvatori Umberto e Amina Natali e si attivarono affinché fosse riconosciuta ufficialmente la loro eroicità. Il caso, fra i tanti, fu analizzato dalla fondazione Yad Vashem, che il 26 novembre 2003 decise d'insignire i coniugi Natali del titolo di Giusti tra le Nazioni e di apporre i loro nomi sui muri del Giardino dedicato alla Memoria dell'Olocausto, a Gerusalemme. La cerimonia di attribuzione del titolo fu tenuta nel 2004 presso il Comune di Uzzano, dove i coniugi Natali si erano trasferiti da tempo, alla presenza della sola Amina, essendo il marito Umberto morto alcuni anni prima.
L'11 maggio 2008 è stato intitolato ad Amina Nuget il nuovo Centro polivalente del Comune di Uzzano.